# Krzysztof Grzegorek (Politiker)
Krzysztof Józef Grzegorek (* 5. Mai 1961 in Sieradz) ist ein polnischer Mediziner und ehemaliger Politiker (BBWR, UW, PO). Er war von 2005 bis 2011 Abgeordneter des Sejm der Republik Polen in der V. und VI. Wahlperiode und 2007/08 Staatssekretär im Gesundheitsministerium.

## Leben und Wirken

### Ausbildung und beruflicher Werdegang
Krzysztof Grzegorek studierte bis 1986 Medizin an der Medizinischen Akademie Łódź und begann anschließend an der Abteilung für Geburtshilfe und Gynäkologie der Einrichtung der Gesundheitsfürsorge in Skarżysko-Kamienna (Zespół Opieki Zdrowotnej w Skarżysku-Kamiennej) zu arbeiten. Im Jahr 1990 erlangte er die erste Spezialisierung im Bereich der Geburtshilfe und Gynäkologie. Von 1991 bis 1995 war er Chefarzt des Städtischen Krankenhauses in Skarżysko-Kamienna und erlangte 1993 den zweiten Spezialisierungsgrad im Bereich Geburtshilfe und Gynäkologie und ein Jahr später den akademischen Grad eines Doktors der Medizin an der Jagiellonen-Universität. Von 1995 bis 1998 war er ärztlicher Direktor der Einrichtung der Gesundheitsfürsorge in Skarżysko-Kamienna und ab 1998 Leiter der Abteilung für Geburtshilfe und Gynäkologie am Städtischen Krankenhaus in Skarżysko-Kamienna.

### Politische Laufbahn
In seiner Studienzeit gehörte er dem unabhängigen Studentenverband und seit 1989 der Solidarność an. Im Jahr 1993 trat er bei der Parlamentswahl als Kandidat für ein Mandat im Sejm der Republik Polen auf der Liste des Bezpartyjny Blok Wspierania Reform (BBWR) an, der aber im Wahlkreis Kielce kein Mandat erreichte. Bei den Selbstverwaltungswahlen 1998 bewarb er sich für die Unia Wolności (UW) ebenso vergeblich um ein Mandat im Sejmik der Woiwodschaft Heiligkreuz, wie vier Jahre später für die Platforma Obywatelska (PO), der er 2001 beigetreten war.
Bei der Europawahl 2004 trat er für die PO im Wahlkreis 10 (Woiwodschaften Kleinpolen und Heiligkreuz) für ein Mandat im Europäischen Parlament auf Listenplatz 3 an. Mit 17.231 der abgegebenen gültigen Stimmen erhielt er die drittmeisten Stimmen auf der Liste, dies reichte jedoch nicht für einen Sitz im EU-Parlament aus, da die PO nur zwei von acht Mandaten im Wahlkreis erlangte. Im darauffolgenden Jahr kandidierte er erfolgreich bei der Parlamentswahl im Wahlkreis 33 (Kielce) für ein Mandat im Sejm der Republik Polen; er erhielt 8.730 (2,39 %) der gültigen abgegebenen Stimmen. Während der gesamten V. Wahlperiode war er Mitglied im Gesundheitsausschuss.
Bei der vorgezogenen Parlamentswahl am 21. Oktober 2007 trat er im gleichen Wahlkreis für eine Wiederwahl an und konnte mit 18.874 (3,91 %) der abgegebenen gültigen Stimmen seinen Stimmenanteil ausbauen und sich erneut ein Mandat im Sejm sichern. Nachdem Bogdan Klich am 15. November 2007 zum Verteidigungsminister berufen wurde und sein Mandat im Europäischen Parlament niedergelegt hatte, hätte Grzegorek das Mandat als Nachrücker zugestanden. Aber er verzichtete auf das EU-Mandat und wurde am 21. November 2007 zum Staatssekretär im Gesundheitsministerium ernannt.

### Korruptionsaffäre
Im Zuge der Recherchen und Ermittlungen im Korruptionsskandal um Johnson & Johnson in Polen wurde auch Grzegorek vom polnischen Fernsehsender TVN beschuldigt, Bestechungsgelder in Höhe von 20.000 PLN während seiner Zeit in Skarżysko-Kamienna angenommen zu haben. Am 2. Juni 2008 trat er, obwohl er die Anschuldigungen verneinte, als Staatssekretär zurück, gab seine politische Immunität auf und trat aus der Partei und der Fraktion der PO im Sejm aus.
Im April 2009 begann sein Strafverfahren vor dem Bezirksgericht Skarżysko-Kamienna. Anfang November 2009 wurde er in erster Instanz zu einer Freiheitsstrafe von einem Jahr und zehn Monaten, einer Geldstrafe und einem vierjährigen Verbot der Wahrnehmung von Führungsaufgaben in Gesundheitseinrichtungen verurteilt. Im Januar 2011 bestätigte das Amtsgericht Kielce das Urteil.
Nach Anstellungen in der Geburts- und Frauenklinik Ujastek in Krakau (2012–2013) und im Krankenhaus von Pińczów (2013–2015) arbeitet Grzegorek seit dem 13. Mai 2015 wieder als stellvertretender ärztlicher Direktor im Krankenhaus in Skarżysko-Kamienna.

### Ehrungen
Im März 2004 wurde Grzegorek mit dem bronzenen Verdienstkreuz der Republik Polen ausgezeichnet.

### Lebenslauf
- Krzysztof Grzegorek. In: money.pl. Abgerufen am 31. Mai 2019 (polnisch).